# 流動性の罠
流動性の罠（りゅうどうせいのわな、英: liquidity trap）は、景気刺激策として金融政策が行われる時、利子率が著しく低下している条件の下では、それ以上マネタリーベースを増やしても、もはや投資を増やす効果が得られないという状態のこと。

## 概要
例えば、ゼロ金利政策の下において、利子率（名目金利）は原則として0以下にならない、さらに利子率を下げることは困難である。ここで、債券の価格は利子率と相反するから、債券の価格はもう上がらないと容易に予想することができる。一方で、債券が値下がりするリスクは依然として存在するので、債券は投資先としての魅力を失う。流動性選好説によれば、投資による儲けが期待できない時、人々は現金を好む傾向が強まる。よって、ゼロ金利政策の下では、マネタリーベースを増やしたとしても、投資を増やす効果は弱くなるとされる。

## 理論の起源
流動性の罠とは、ケインズ経済学を解釈した経済学者のジョン・ヒックスが発案したものであり、金利水準が異常に低いときは、貨幣と債券がほぼ完全代替となってしまうため、いくら金融緩和を行っても、景気刺激策にならないという状況を指す。ヒックスの1937年の論文は、IS-LM分析を導入し、不況状態では金融政策が効かなくなるかもしれないことを示した。
ジョン・メイナード・ケインズは、「ジョンブル（イギリス人のこと）は、たいていのことは我慢するが、2分の利子率には我慢できない」と述べたが、これは、2パーセントの利子率を下回るような債券は、売れ行きが極端に悪くなるという指摘である。その理由は、投資家の貨幣に対する取引需要を名目金利が下回ってしまうためである。2パーセントという高すぎる債券価格（低すぎる利子率水準）のもとでは、人々は債券価格の下落（金利の上昇）を予想して貨幣で資産を保有するようになり、貨幣供給が増しても貨幣保有が増すだけで、資金は債券購入に回らず、市場利子率はそれ以上低下しようとはしなくなる。
この過程においては、マネタリーベースをいくら増やしても、増やされた貨幣は単に退蔵されるだけで、もはや利子率は引き下がらず、民間投資や消費を刺激することができなくなる。そのため、金融政策は効力を喪失する。一方、クラウディングアウト（民業圧迫）は、発生せず、財政政策の有効性は高まる。

## 反論
流動性の罠が生じるのは債券金利がゼロ（もしくはマイナス）になると債権よりも貨幣のほうが選好されるためである。よって、流動性の罠は、超短期にかぎらず、長期債などの資産がすべて貨幣と代替になって初めて起きるのであり、政策金利がゼロ制約にあったとしても、長期債の買い入れなど金融政策にはまだ余地があることとなる。複数の資産が存在する世界において、すべての資産価格がゼロの短期金利と整合的な均衡水準に達しない限り、流動性の罠は生じ得ないという指摘もある。
また、理論上は上記のように流動性の罠のもとで金融政策は無効になるが、名目金利がゼロの状態で、中央銀行が何もできないわけではなく、過去に行われたアメリカのFRBによる量的金融緩和政策や市場の政策予想への働きかけが多少の効果があったという事実から、実際の経済が流動性の罠の状態に陥るかということについて懐疑的な経済学者も存在する。

## 対策

### ケインズ学派の対策
減税や低所得者への税額控除、失業給付の充実が急務となる。加えて公共事業や公共サービスの充実など大規模な拡張的財政政策 を採り有効需要を創出することが政府に求められる。25兆円相当の財政赤字とて経済の底上げには十分な数字とはいえず、さらに大型の政府支出が必要である。金融政策は効かないわけではないが、その効果が現れるまで時間がかかる。とはいえ実際には短期国債と長期国債は完全に代替的とは言えず、中央銀行が長期国債の購入を長期間継続することを宣言して市場に流動性を供給し続けることで間接的に有効需要の下支えができる。

### 合理的期待形成学派の対策
インフレターゲットのような期待に訴える金融政策や、為替介入による自国通貨の切り下げなど非伝統的な金融政策が手段として主張されている。
ポール・クルーグマンの「流動性の罠」モデルが登場した背景に、二つの経済状況があり、一つは1990年代半ば以降の日本経済において、名目利子率が徐々に引き下げられほぼゼロ水準に至ったこと（ゼロ金利政策）、そしてもう一つは度重なる巨額の財政政策を行ったのに、その効果が限定的であったことにある。
クルーグマンは、金融緩和は、人々の期待を変えないかぎり効力を発揮しない。そして、期待を変えることは簡単ではないとしている。短期的な金融緩和は、どんなに大規模なものであっても効果は無いしかし、長期的なインフレ期待を高めれば、将来の実質金利が下がるのと同じ効果を持つ。だから（金融緩和は）景気刺激効果があるとしている。
クルーグマンは、金融拡大が恒久的だと思われたら、それは（完全雇用モデルでは）物価を上げるか、（現在の物価があらかじめ決まっているなら）算出を増やす。金融政策が機能しないのは、中央銀行が今は何をしようとも、機会さえあればすぐ戻して、物価を現状水準近くに安定させるだろうと国民が期待しているからであり、もし中央銀行が市場に対して、物価の十分な上昇を本当に許すと約束できれば、経済を流動性の罠から引き出せるとしている。またクルーグマンは、流動性の罠の下での財政出動は、クラウディングアウトも後世へのツケも残さないとしている。
経済学者の高橋洋一は「流動性の罠に陥り、名目金利が限界まで引き下げられなくなっても、マネーの量的拡大によって『いつかはインフレになる』と民間が予想する。それを利用して需要を創出することができる」と指摘している。経済学者の原田泰は「名目金利が低い場合でも、量的金融緩和政策を行えば、金融はどれだけでも緩和することができる」と指摘している。

## 論争
流動性の罠が発生した背景には、民間投資成長の歴史的鈍化に要因があると考えられており、後手後手の金融政策がデフレに追いつけず実質金利を高止まりさせたと政策に批判の矛先を向ける論者もいる。

### 日本
日本は1990年代を通じて継続して財政出動を行ったが、流動性の罠から脱しきれず、「財政破綻」が懸念されるほど巨額の国債発行残高を生み出してしまったと批判されている。
経済学者の野口旭、田中秀臣は「小渕内閣時の経済政策の問題点は、巨大な産出量ギャップを財政支出のみで埋め合わせようとしたところにある」と指摘している。
経済学者の田中秀臣は「財政政策への慎重なスタンスは財政赤字深刻化懸念へのスタンスであり、財政政策への効果自体を否定するのは難しい」とした上で、「残念ながら、公共事業に依存した財政政策は、実施している間は有効に作用するが、それによって流動性の罠から完全に脱することは不可能であった」「金融政策に依存しない場合、仮に経済が完全雇用を達したとしても、実質金利の高止まりは解消されず、財政出動が終われば投資が抑制され、再び流動性の罠に陥る」と指摘している。また田中は「過大な産出量ギャップを埋めるような（財政政策中心の）公共事業を継続して行うことは不可能である」と指摘している。
経済学者のロバート・シラーは「日本政府は対GDP比で世界最大の債務を負っているので政府支出を批判する人が多いが、ケインズ政策によって最悪の事態が避けられてきた面もある」「『流動性の罠』に陥ると、金融政策は刺激的な効果を持ちえなくなる。現在（2013年）の量的金融緩和政策はこれを超えて、長期金利も下げようとする政策だが、金融政策だけでは効果は出ず、財政政策と併せるべきだということになる。『期待』は、経済のダイナミクスへの影響という点で非常に重要であるが、日本で『期待』を変えるには長い年月が必要だ。期待は『実現』しないとその効果が持続しない。ある程度短期間で『期待』の一部が現実のものになれば、効果が出てくる」と指摘している。
ポール・クルーグマンは「バブル崩壊後、日本は財政刺激策を継続したが、金融政策でのサポートをしなかった。2000年代前半の量的金融緩和政策（金融政策）では逆に、財政でのサポートが不足していた」と指摘している。また、クルーグマンは「人口構成など構造的な理由がミクロ経済的な非効率を引き起こすのは解るが、需要が不足していることの説明にはならない。日本が直面している問題は、需要の問題であって供給の問題では無い。供給力だけを上げて、需要をそのままにしておく政策は役に立たず、効率が上がって失業が増えたりすれば、国としてはかえってひどくなる。財政拡大はうまくいくかもしれないが、『リカードの等価定理』に縛られているので減税は何の効果も無い。公共事業支出は、確かに経済は需要に制約されているため無駄な支出も無いよりはましである。しかし、政府には予算の制約がある」と指摘している。クルーグマンは著書『危機突破の経済学』で「日本の場合、大型の財政政策は難しく、金融政策としてのインフレターゲットを導入するべきである」と指摘している。
経済学者の岩田規久男は「デフレ脱却に重要なのは、デフレ予想からインフレ予想への変化であり、予想実質金利の低下と資産価格の上昇が重要な役割を果たす。長期名目金利の低下余地が限られていることは、デフレ脱却の制約とはならない」と指摘している。
経済学者の星岳雄は「『流動性の罠』に陥ってしまう場合は､金融緩和のほか、財政政策も使うなど､拡張的なマクロ経済政策が重要であるが､日本は国債残高の高さゆえ拡張的な財政政策が難しく､金利もゼロとなっている｡そうすると､将来の期待金利を下げ､将来の期待インフレ率を高めることが重要となる」と指摘している｡
経済学者の浜田宏一は「長期国債・外債・中小企業ローンの債券といった現金・短期債券と性質が違うものを大量購入し、流動性供給を行われなければならない」と指摘している。浜田は「金融緩和に『効果がない』という人たちは、債券市場だけを見ており、株式市場・不動産市場を見ていない。ジェームズ・トービンの『トービンのq理論』では、株式・不動産への投資機運が高まれば、株価が上昇し企業の投資を促す効果があると指摘している。日本でもこの効果が、本多祐三らによって確かめられている。また、金融緩和で担保となる不動産価格が上がるとお金が借りやすくなり、リスクを伴っても新規の投資を行ない利益を増やそうと考える人が増える。これはベン・バーナンキが主張している」と指摘している。
エコノミストの村上尚己は「デフレと流動性の罠においては、政府による公共事業拡大は総需要を増やすプラスの効果がある。それが乗数効果をともなって経済全体の押し上げに波及することが、理論上期待される。政府による公共事業は、主に建設セクターに景気回復効果が集中する問題がある。公共事業が、雇用を含め経済全体を刺激する効果は限られている。そう考えると、脱デフレを後押しするためには、減税や社会保険料削減がより有効な対応かもしれない」と指摘している。

### アメリカ
バンク・オブ・ニューヨーク・メロン（BNYメロン）が大口法人顧客から預金手数料を徴収する決断をした事実からも、2007年のサブプライムローン問題を発端とする米国発の世界金融危機後の米国経済が2011年にこの流動性の罠に陥ったのではないかという指摘がある。
ポール・クルーグマンは「連邦準備制度（FRB）は2008年以来、マネタリーベースを三倍にした。それでも経済は停滞したままである」「2007年から金利を引き下げ始めて、2008年末にはゼロ金利に達した。残念ながら、ゼロ金利でも低さが足りなかった。住宅バブルはそれほどの被害を引き起こしていた。消費支出は弱いままで、住宅はドン底で横ばい、事業投資は低いまま、そして失業は悲惨なほど高いままだった。ゼロ金利でもまだ高過ぎることになる」と指摘している。クルーグマンは「アメリカの数字で見ると、回復するにはおそらく10兆ドルの量的緩和が必要であるが、それは多くの問題も発生させる。できないこともないがそこまですると、FRBが資本市場も牛耳ることになりかねない上、連銀をリスクにさらすことになる」「経済規模から見れば、日本もアメリカと同じくらいのことを行わなければならないほどひどい状況である」と指摘している。

### EU
リーマン・ショックとその後の欧州連合（EU）などによる緊縮政策の圧力によって経済成長が阻害されている。やがてユーロ圏が流動性の罠に陥るリスクがあると、ラーズ・クリステンセンらは指摘する。デビッド・オーウェンは、欧州中央銀行がこのまま傍観しているわけにはいかず、やがて本格的な量的緩和を採らざるを得なくなるだろうと述べる。イタリアの首相に就任したエンリコ・レッタは、デフレを悪化させる増税に反対する立場をとっている。

## 歴史
1990年代末ごろ日本において流動性の罠に近い状況となった。ゼロ金利政策により利子率は歴史上最低となったが、この中でも民間投資は思うように回復せず、通常の金融政策は効力を喪失した。その後、2002年から景気回復のプロセスに入るが、輸出に主導された民間投資回復であった。
2006年3月まで量的金融緩和政策を実施したが、デフレを脱却させるとのコミットメントを欠き、「インフレ期待」を醸成する効果は薄く、結局、「当分の間は引き締めない」という時間軸政策が効果の中心となった。2003年9月から急速に進んだドル安に際して、2004年初頭に大規模なドル買い為替介入が行われ、この過程で大量の円が供給されることになったが、これは外国為替市場を経由した資金供給という経路をたどり、結果として物価安定に一定の効果を発揮した。